# Wolfgang di Anhalt-Köthen
Wolfgang di Anhalt-Köthen (Köthen, 1º agosto 1492 – Zerbst, 23 marzo 1566) è stato un nobile tedesco.
Principe di Anhalt-Köthen, apparteneva alla dinastia degli Ascanidi ed era figlio di Valdemaro VI di Anhalt-Köthen e di Margherita di Schwarzburg. Regnò dal 1508 al 1562.

## Biografia
Già all'età di otto anni frequentò nel 1500 l'Università di Lipsia ed all'età di 16 anni, nel 1508, assumeva il governo della sua terra stabilendo la corte a Köthen.
Nel 1521, durante la  Dieta di Worms, conobbe Martin Lutero del quale ebbe a dire più tardi: «Egli mi ha conquistato il cuore». Con l'aiuto di Lutero egli introdusse la riforma protestante già nel 1525 nell'Anhalt-Köthen e nel 1526 nell'Anhalt-Bernburg, come terzo e quarto paese nel mondo, dopo il principato di Sassonia ed il ducato di Prussia. Wolfgang aderì a Torgau, nel 1526, alla Lega di Torgau, della fede evangelica e fu uno dei membri di spicco della Lega di Smalcalda.
Nel 1529 Wolfgang fu uno dei portavoce della protesta nella dieta di Spira di quell'anno. Nel 1530 sottoscrisse nella dieta di Augusta la confessione augustana. Nel 1534 intraprese nell'Anhalt-Köthen le prime visite pastorali, espropriò le proprietà ecclesiastiche e le regalò alle comunità locali.
Nel 1544 cedette in una transazione i suoi diritti sul principato di Anhalt-Zerbst ai suoi cugini e ricevette in cambio quello di Anhalt-Bernburg, ove egli già dal 1538 aveva fatto erigere il "Wolfgang-Bau" del castello di Bernburg in stile rinascimentale.
Quando l'antica rocca della città di Köthen fu distrutta da un incendio nel 1547, egli trasferì la sua residenza a Bernburg. Nello stesso anno prese parte alla battaglia di Mühlberg e per questo fu messo al bando dall'imperatore Carlo V d'Asburgo.
Wolfgang soggiornò quindi nello Harz e nel 1551 fu nominato governatore di Magdeburgo dal principe elettore Maurizio I di Sassonia e nel 1552 fu liberato dal bando in forza della pace di Passavia, per cui rientrò in possesso dei suoi possedimenti precedenti e poté assumerne nuovamente il governo.
Nel 1562 Wolfgang cedette le sue proprietà ai suoi cugini e tenne solamente per sé la città di Coswig,  trasferendo la sua residenza nell'omonimo castello, ma già nel  1564 si trasferì nello Zerbst, ove il 23 marzo 1566, ancora scapolo, morì. Gli succedette  Gioacchino Ernesto di Anhalt. 
A Bernburg, Dessau  Köthen è a lui intitolata una via.

## Giorno della memoria
Il 23 marzo egli è ricordato nel Calendario luterano dei santi.